# Ганья Янаґігара
Ганья К. Янаґігара (англ. Hanya K. Yanagihara) — американська письменниця і тревелогиня. Зростала на Гаваях.
Насамперед відома як авторка роману «Маленьке життя» (2015).

## Біографія
Ганья — мешканка штату Гаваї у четвертій ґенерації, народилася у Лос-Анджелесі. Її батько, гематолоґ/онколоґ[2][2] Річард Янаґігара походить зі штату Гаваї, а її мати народилася у Сеулі. У дитинстві Янаґігара часто переїжджала зі своєю родиною, жила на Гаваях, в Нью-Йорку, Меріленді, Каліфорнії і Техасі. Вчилася у Середній школі Пунахоу (англ. Punahou High School), штат Гаваї.

## Кар'єра
Закінчивши Коледж Сміта (англ. Smith College) у 1995 році, Янаґігара переїхала до Нью-Йорка і протягом декілька років працювала публіцисткою. У 2007 році Янаґігара почала писати для журналу «Condé Nast Traveler», де займала посаду редакторки до 2015 року. Згодом пішла працювати до стильного журналу «T: The New York Times Style Magazine». 

Її перший роман — «Люди серед дерев» — написаний на основі реальної історії про вірусолога Деніела Карлтона Гайдушека. Твір визнаний одним з найкращих романів 2013 року. У березні 2015 року вийшов роман «Маленьке життя», який також отримав здебільшого позитивні відгуки і відкинув побоювання редактора, агента і самої авторки щодо реалізації книги. Даніель Менделсон розкритикував на сторінках журналу «The New York Review of Books» техніку написання «Маленького життя», зокрема зображення насильства, яке на його думку етично й естетично невмотивоване, а також репрезентації гомосексуального життя з позиції начебто гетеросексуальної авторки. 15 вересня 2015 року книга увійшла до короткого списоку Букерівської премії. Янаґігару також стала фіналісткою Національної книжкової премії.
У 2021 році стало відомо, що Ганья Янагіґара нарешті видає новий роман, який вона писала впродовж шести років. Роман називається To paradise і виходить 11 січня 2022 року. Твір складається із 720 сторінок, його дія відбувається у трьох часових просторах — 1893, 1993 та 2093 роках.

## Переклади українською
- Ґанья К. Янаґігара. Маленьке життя. — К. : КМ-Букс, 2017. — 880 с. — ISBN 978-617-7489-90-9.